# 汤姆·阿蒙森
汤姆·阿蒙森（挪威語：Tom Amundsen，1943年2月4日—2017年9月3日），挪威男子赛艇运动员。他曾代表挪威参加1972年和1976年夏季奥林匹克运动会赛艇比赛。他也曾在1971年欧洲赛艇锦标赛上获得一枚银牌。